# کورپوریت فلایت منیچمنت
کورپوریت فلایت منیچمنت (به انگلیسی: Corporate Flight Management) یک شرکت هواپیمایی است که در تاریخ ۱۹۸۲ میلادی تأسیس شده است.
دفتر مرکزی کورپوریت فلایت منیچمنت در اسمرنا، تنسی، ایالات متحده آمریکا واقع شده‌است و قطب این شرکت هواپیمایی در نشویل قرار دارد.